# Franivka, Hoșcea
Franivka (în ucraineană Франівка) este un sat în comuna Sîmoniv din raionul Hoșcea, regiunea Rivne, Ucraina.

## Demografie
Componența lingvistică a localității Franivka
     Ucraineană (99,32%)
     Alte limbi (0,51%)
Conform recensământului din 2001, majoritatea populației localității Franivka era vorbitoare de ucraineană (99,32%), existând în minoritate și vorbitori de alte limbi.